# Euastrum spinulosum
Euastrum spinulosum là một loài Song tinh tảo trong họ Desmidiaceae, thuộc chi Euastrum.